# جورجي كونستانتين
جورجي كونستانتين (بالرومانية: Gheorghe Constantin)‏ (14 ديسمبر 1932 ببوخارست في رومانيا - 9 مارس 2010 ببوخارست في رومانيا) هو مدرب كرة قدم ولاعب كرة قدم روماني في مركز الهجوم، شارك في الألعاب الأولمبية الصيفية 1964. وشارك مع منتخب رومانيا لكرة القدم. أما مع النوادي، فقد لعب مع فينوس بوخارست وكايسري سبور ونادي ستيوا بوخارست ونادي فارول كونستانتسا وCIL Sighetu Marmației ‏ وCSM Avântul Reghin ‏ وبوليتنيكا ياشي.

## وصلات خارجية
- جورجي كونستانتين على موقع الاتحاد الدولي (مؤرشف)  (الإنجليزية)
- جورجي كونستانتين على موقع الاتحاد الأوربي (الإنجليزية)
- جورجي كونستانتين على موقع قاعدة بيانات كرة القدم.إي يو (الإنجليزية)
- جورجي كونستانتين على موقع ناشيونال فوتبول تيمز (الإنجليزية)
- جورجي كونستانتين على موقع عالم كرة القدم.نت (الإنجليزية)
- جورجي كونستانتين على موقع أوليمبيديا (الإنجليزية)